# Billy Magnussen
William Gregory "Billy" Magnussen, född 20 april 1985 i Woodhaven i Queens i New York, är en amerikansk skådespelare. Han har varit med i filmer som Into the Woods, Spionernas bro, Birth of the Dragon, Game Night och Aladdin (remaken från 2019), och har dessutom haft biroller i TV-serierna Get Shorty och Maniac. År 2021 medverkade Magnussen i science fiction-serien Made for Love på HBO Max, samt medverkade i filmerna The Many Saints of Newark och No Time to Die.
Magnussen föddes i Queens-området Woodhaven i New York, som den äldsta av tre söner till Daina och Greg Magnussen. Familjen flyttade senare till staden Cumming i Georgia, när Magnussen var tio år gammal. Han har norskt och litauiskt påbrå.

## Filmografi (i urval)
- 2014 – Into the Woods
- 2015 – Spionernas bro
- 2016 – Birth of the Dragon
- 2017 – Get Shorty (TV-serie)
- 2018 – Game Night
- 2018 – Maniac (TV-serie)
- 2019 – Velvet Buzzsaw
- 2019 – Aladdin
- 2021 – Made for Love (TV-serie)
- 2021 – The Many Saints of Newark
- 2021 – No Time to Die
- 2023 – Spy Kids: Armageddon
- 2024 – Lift
- 2024 – Road House
- 2025 – Lilo & Stitch
- 2025 – A Big Bold Beautiful Journey